# Bộ trưởng Môi trường (Nhật Bản)
Bộ trưởng Môi trường (環境大臣 (Hoàn cảnh Đại thần) Kankyō Daijin) là thành viên của Nội các Nhật Bản chuyên phụ trách Bộ Môi trường.

## Danh sách Bộ trưởng
| Bộ trưởng | Bộ trưởng | Bộ trưởng | Nhiệm kỳ | Nhiệm kỳ | Nhiệm kỳ | Đảng phái | Thủ tướng |
| Bộ trưởng | Bộ trưởng | Bộ trưởng | Nhậm chức | Rời chức | Số ngày | Đảng phái | Thủ tướng |
| Bộ trưởng Quốc vụ, Tổng cục trưởng Tổng cục Môi trường (1971-1989)                                                  | Bộ trưởng Quốc vụ, Tổng cục trưởng Tổng cục Môi trường (1971-1989)                                                  | Bộ trưởng Quốc vụ, Tổng cục trưởng Tổng cục Môi trường (1971-1989)                                                  | Bộ trưởng Quốc vụ, Tổng cục trưởng Tổng cục Môi trường (1971-1989)                                                  | Bộ trưởng Quốc vụ, Tổng cục trưởng Tổng cục Môi trường (1971-1989)                                                  | Bộ trưởng Quốc vụ, Tổng cục trưởng Tổng cục Môi trường (1971-1989)                                                  | Bộ trưởng Quốc vụ, Tổng cục trưởng Tổng cục Môi trường (1971-1989)                                                  | Bộ trưởng Quốc vụ, Tổng cục trưởng Tổng cục Môi trường (1971-1989)                                                  |
| Bộ trưởng Quốc vụ, Tổng giám đốc Cơ quan Môi trường, chịu trách nhiệm về các vấn đề môi trường toàn cầu (1989-2001) | Bộ trưởng Quốc vụ, Tổng giám đốc Cơ quan Môi trường, chịu trách nhiệm về các vấn đề môi trường toàn cầu (1989-2001) | Bộ trưởng Quốc vụ, Tổng giám đốc Cơ quan Môi trường, chịu trách nhiệm về các vấn đề môi trường toàn cầu (1989-2001) | Bộ trưởng Quốc vụ, Tổng giám đốc Cơ quan Môi trường, chịu trách nhiệm về các vấn đề môi trường toàn cầu (1989-2001) | Bộ trưởng Quốc vụ, Tổng giám đốc Cơ quan Môi trường, chịu trách nhiệm về các vấn đề môi trường toàn cầu (1989-2001) | Bộ trưởng Quốc vụ, Tổng giám đốc Cơ quan Môi trường, chịu trách nhiệm về các vấn đề môi trường toàn cầu (1989-2001) | Bộ trưởng Quốc vụ, Tổng giám đốc Cơ quan Môi trường, chịu trách nhiệm về các vấn đề môi trường toàn cầu (1989-2001) | Bộ trưởng Quốc vụ, Tổng giám đốc Cơ quan Môi trường, chịu trách nhiệm về các vấn đề môi trường toàn cầu (1989-2001) |
| Bộ trưởng Môi trường, chịu trách nhiệm về các vấn đề môi trường toàn cầu                                            | Bộ trưởng Môi trường, chịu trách nhiệm về các vấn đề môi trường toàn cầu                                            | Bộ trưởng Môi trường, chịu trách nhiệm về các vấn đề môi trường toàn cầu                                            | Bộ trưởng Môi trường, chịu trách nhiệm về các vấn đề môi trường toàn cầu                                            | Bộ trưởng Môi trường, chịu trách nhiệm về các vấn đề môi trường toàn cầu                                            | Bộ trưởng Môi trường, chịu trách nhiệm về các vấn đề môi trường toàn cầu                                            | Bộ trưởng Môi trường, chịu trách nhiệm về các vấn đề môi trường toàn cầu                                            | Bộ trưởng Môi trường, chịu trách nhiệm về các vấn đề môi trường toàn cầu                                            |
| --- | --- | --- | --- | --- | --- | --- | --- |
| 1 | | Kawaguchi Yoriko | 6 tháng 1 năm 2001                                                                                                  | 8 tháng 2 năm 2002                                                                                                  | 398 | Đảng Dân chủ Tự do                                                                                                  | Mori Yoshirō |
| 1 | Koizumi Junichirō                                                                                                   | Kawaguchi Yoriko | 6 tháng 1 năm 2001                                                                                                  | 8 tháng 2 năm 2002                                                                                                  | 398 | Đảng Dân chủ Tự do                                                                                                  | |
| 2 | | Kawaguchi Yoriko | 6 tháng 1 năm 2001                                                                                                  | 8 tháng 2 năm 2002                                                                                                  | 398 | Đảng Dân chủ Tự do                                                                                                  | |
| 3 | | Ōki Hiroshi | 8 tháng 2 năm 2002                                                                                                  | 30 tháng 9 năm 2002                                                                                                 | 234 | Đảng Dân chủ Tự do                                                                                                  | |
| 4 | | Suzuki Shunichi | 30 tháng 9 năm 2002                                                                                                 | 22 tháng 9 năm 2003                                                                                                 | 357 | Đảng Dân chủ Tự do                                                                                                  | |
| 5 | | Koike Yuriko | 22 tháng 9 năm 2003                                                                                                 | 26 tháng 9 năm 2006                                                                                                 | 1100 | Đảng Dân chủ Tự do                                                                                                  | |
| 6 | | Koike Yuriko | 22 tháng 9 năm 2003                                                                                                 | 26 tháng 9 năm 2006                                                                                                 | 1100 | Đảng Dân chủ Tự do                                                                                                  | |
| 7 | | Koike Yuriko | 22 tháng 9 năm 2003                                                                                                 | 26 tháng 9 năm 2006                                                                                                 | 1100 | Đảng Dân chủ Tự do                                                                                                  | |
| 8 | | Wakabayashi Masatoshi                                                                                               | 26 tháng 9 năm 2006                                                                                                 | 27 tháng 8 năm 2007                                                                                                 | 335 | Đảng Dân chủ Tự do                                                                                                  | Abe Shinzō |
| 8 | | Kamoshita ichirō | 27 tháng 8 năm 2007                                                                                                 | 2 tháng 8 năm 2008                                                                                                  | 341 | Đảng Dân chủ Tự do                                                                                                  | Abe Shinzō |
| 9 | | Kamoshita ichirō | 27 tháng 8 năm 2007                                                                                                 | 2 tháng 8 năm 2008                                                                                                  | 341 | Đảng Dân chủ Tự do                                                                                                  | Abe Shinzō |
| Fukuda Yasuo | | Kamoshita ichirō | 27 tháng 8 năm 2007                                                                                                 | 2 tháng 8 năm 2008                                                                                                  | 341 | Đảng Dân chủ Tự do                                                                                                  | |
| 10 | | Kamoshita ichirō | 27 tháng 8 năm 2007                                                                                                 | 2 tháng 8 năm 2008                                                                                                  | 341 | Đảng Dân chủ Tự do                                                                                                  | |
| Bộ trưởng Môi trường                                                                                                | | | | | | | |
| 11 | | Saitō Tetsuo | 2 tháng 8 năm 2008                                                                                                  | 16 tháng 9 năm 2009                                                                                                 | 410 | Đảng Dân chủ Tự do                                                                                                  | Fukuda Yasuo |
| 11 | Asō Tarō | Saitō Tetsuo | 2 tháng 8 năm 2008                                                                                                  | 16 tháng 9 năm 2009                                                                                                 | 410 | Đảng Dân chủ Tự do                                                                                                  | |
| 12 | | Saitō Tetsuo | 2 tháng 8 năm 2008                                                                                                  | 16 tháng 9 năm 2009                                                                                                 | 410 | Đảng Dân chủ Tự do                                                                                                  | |
| 13 | | Ozawa Eijin | 16 tháng 9 năm 2009                                                                                                 | 17 tháng 9 năm 2010                                                                                                 | 370 | Đảng Dân chủ | Hatoyama Yukio |
| 13 | Kan Naoto | Ozawa Eijin | 16 tháng 9 năm 2009                                                                                                 | 17 tháng 9 năm 2010                                                                                                 | 370 | Đảng Dân chủ | |
| 14 | | Ozawa Eijin | 16 tháng 9 năm 2009                                                                                                 | 17 tháng 9 năm 2010                                                                                                 | 370 | Đảng Dân chủ | |
| 15 | | Matsumoto Ryu | 17 tháng 9 năm 2010                                                                                                 | 27 tháng 6 năm 2011                                                                                                 | 346 | Đảng Dân chủ | |
| 16 | | Eda Satsuki | 27 tháng 6 năm 2011                                                                                                 | 2 tháng 9 năm 2011                                                                                                  | 67 | Đảng Dân chủ | |
| 17 | | Hosono Gōshi | 2 tháng 9 năm 2011                                                                                                  | 1 tháng 10 năm 2012                                                                                                 | 395 | Đảng Dân chủ | Noda Yoshihiko |
| 18 | | Nagahama Hiroyuki                                                                                                   | 1 tháng 10 năm 2012                                                                                                 | 26 tháng 12 năm 2012                                                                                                | 86 | Đảng Dân chủ | Noda Yoshihiko |
| 19 | | Ishihara Nobuteru                                                                                                   | 26 tháng 12 năm 2012                                                                                                | 3 tháng 9 năm 2014                                                                                                  | 616 | Đảng Dân chủ Tự do                                                                                                  | Abe Shinzō |
| 20 | | Mochizuki Yoshio | 3 tháng 9 năm 2014                                                                                                  | 7 tháng 10 năm 2015                                                                                                 | 399 | Đảng Dân chủ Tự do                                                                                                  | Abe Shinzō |
| 21 | | Mochizuki Yoshio | 3 tháng 9 năm 2014                                                                                                  | 7 tháng 10 năm 2015                                                                                                 | 399 | Đảng Dân chủ Tự do                                                                                                  | Abe Shinzō |
| 22 | | Marukawa Tamayo | 7 tháng 10 năm 2015                                                                                                 | 3 tháng 8 năm 2016                                                                                                  | 301 | Đảng Dân chủ Tự do                                                                                                  | Abe Shinzō |
| 23 | | Yamamoto Kōichi | 3 tháng 8 năm 2016                                                                                                  | 3 tháng 8 năm 2017                                                                                                  | 365 | Đảng Dân chủ Tự do                                                                                                  | Abe Shinzō |
| 24 | | Nakagawa Masaharu                                                                                                   | 3 tháng 8 năm 2017                                                                                                  | 2 tháng 10 năm 2018                                                                                                 | 425 | Đảng Dân chủ Tự do                                                                                                  | Abe Shinzō |
| 25 | | Nakagawa Masaharu                                                                                                   | 3 tháng 8 năm 2017                                                                                                  | 2 tháng 10 năm 2018                                                                                                 | 425 | Đảng Dân chủ Tự do                                                                                                  | Abe Shinzō |
| 26 | | Harada Yoshiaki | 2 tháng 10 năm 2018                                                                                                 | 11 tháng 9 năm 2019                                                                                                 | 344 | Đảng Dân chủ Tự do                                                                                                  | Abe Shinzō |
| 27 | | Koizumi Shinjirō | 11 tháng 9 năm 2019                                                                                                 | 4 tháng 10 năm 2021                                                                                                 | 754 | Đảng Dân chủ Tự do                                                                                                  | Abe Shinzō |
| 28 | Suga Yoshihide | Koizumi Shinjirō | 11 tháng 9 năm 2019                                                                                                 | 4 tháng 10 năm 2021                                                                                                 | 754 | Đảng Dân chủ Tự do                                                                                                  | |
| 29 | | Yamaguchi Tsuyoshi                                                                                                  | 4 tháng 10 năm 2021                                                                                                 | 10 tháng 08 năm 2022                                                                                                | 310 | Đảng Dân chủ Tự do                                                                                                  | Kishida Fumio |
| 30 | | Yamaguchi Tsuyoshi                                                                                                  | 4 tháng 10 năm 2021                                                                                                 | 10 tháng 08 năm 2022                                                                                                | 310 | Đảng Dân chủ Tự do                                                                                                  | Kishida Fumio |
| 31 | | Nishimura Akihiro                                                                                                   | 10 tháng 08 năm 2022                                                                                                | 13 tháng 9 năm 2023                                                                                                 | 399 | Đảng Dân chủ Tự do                                                                                                  | Kishida Fumio |
| 32 | | Itō Shintarō | 13 tháng 9 năm 2023                                                                                                 | 1 tháng 10 năm 2024                                                                                                 | 384 | Đảng Dân chủ Tự do                                                                                                  | Kishida Fumio |
| 33 | | Asao Keiichirō | 1 tháng 10 năm 2024                                                                                                 | 11 tháng 11 năm 2024                                                                                                | 172 | Đảng Dân chủ Tự do                                                                                                  | Ishiba Shigeru |
| 34 | 11 tháng 11 năm 2024                                                                                                | Asao Keiichirō | đương nhiệm | | 172 | Đảng Dân chủ Tự do                                                                                                  | Ishiba Shigeru |